# Konditionsbeitrag
Konditionsbeitrag ist im Bankwesen und in der Bankkalkulation eine Erfolgsgröße aus der Marktzinsmethode. Er bewertet den Zinssatz eines individuellen Zinsgeschäfts (Kreditvergabe an einen Kunden, Einlage eines Kunden) gegenüber dem Zinssatz eines alternativen Geld- und Kapitalmarktgeschäfts gleicher Laufzeit und Zahlungsstruktur. Die Differenz der beiden Zinssätze wird als Konditionsmarge, der Barwert als Konditionsbeitragsbarwert bezeichnet.
Da der Konditionsbeitrag ein isoliertes, „kleines“ Geschäft betrachtet, ist er als Steuerungsinstrument für diejenigen, die solche Geschäfte tätigen, geeignet.